# Pieve a Nievole
Pieve a Nievole – miejscowość i gmina we Włoszech, w regionie Toskania, w prowincji Pistoia.
Według danych na rok 2004 gminę zamieszkiwało 9077 osób, 756,4 os./km².